# Distretto dell'Alta Franconia
La Franconia Superiore (in tedesco Oberfranken) è uno dei sette distretti in cui è diviso lo Stato libero di Baviera, in Germania.
Assieme ai distretti della Media Franconia e della Bassa Franconia forma la regione storica della Franconia.

## Geografia
La Franconia Superiore è la zona nord orientale della Franconia ed è suddivisa in quattro città extracircondariali (kreisfreie Städte) e nove circondari (Landkreise). Come tutti i distretti bavaresi, anche la Franconia Superiore forma un Distretto (Bezirk) con funzioni di ente territoriale di autogoverno.
La regione amministrativa confina con la Turingia (Thüringen) a nord, la Bassa Franconia (Unterfranken) a ovest, la Media Franconia (Mittelfranken) a sud-ovest e l'Alto Palatinato (Oberpfalz) a sud-est, la Sassonia (Sachsen) a il nord-est e la Repubblica Ceca a est.

## Suddivisione
- Quattro città extracircondariali
  - Bamberga (Bamberg)
  - Bayreuth
  - Coburgo (Coburg)
  - Hof
- Nove circondari
  - Bamberga (Bamberg)
  - Bayreuth
  - Coburgo (Coburg)
  - Forchheim
  - Hof
  - Kronach
  - Kulmbach
  - Lichtenfels
  - Wunsiedel im Fichtelgebirge